# Ростанська сільська рада
Ростанська сільська рада — сільська рада у Шацькому районі Волинської області з адміністративним центром у селі Ростань.

## Населені пункти
Сільській раді підпорядковані населені пункти:
- с. Ростань
- с. Красний Бір
- с. Перешпа
- с. Хрипськ

## Населення
Згідно з переписом УРСР 1989 року чисельність наявного населення сільської ради становила 1874 особи, з яких 837 чоловіків та 1037 жінок.
За переписом населення України 2001 року в сільській раді мешкало 788 осіб.

### Мова
Розподіл населення за рідною мовою за даними перепису 2001 року:
| Мова       | Відсоток |
| ---------- | -------- |
| українська | 97,33 %  |
| білоруська | 1,52 %   |
| російська  | 1,14 %   |

## Загальні відомості
Ростанська сільська рада утворена у 1946 році. Територія Ростанської сільради — 2,360 км². Населення становить 787 осіб; щільність населення 333.470 осіб/кв.км. На території сільради протікає річка Копаївка.

## Склад ради
Рада складається з 16 депутатів та голови.

### Керівний склад ради
| ПІБ                         | Основні відомості                                                 | Дата обрання | Дата звільнення |
| --------------------------- | ----------------------------------------------------------------- | ------------ | --------------- |
| Расевич Юлія Федорівна      | Сільський голова, 1952 року народження, освіта, позапартійна      | 26.03.2006   | 31.10.2010      |
| Бусел Олександр Дмитрович   | Сільський голова, 1965 року народження, освіта вища, безпартійний | 31.10.2010   | 09.09.2012      |
| Вирвич Віталій Анатолійович | Сільський голова, 1984 року народження, освіта вища, безпартійний | 09.09.2012   |                 |

Примітка: таблиця складена за даними джерела